# Rutaneblina pusilla
Rutaneblina pusilla är en vinruteväxtart som beskrevs av J.A. Steyermark & Luteyn. Rutaneblina pusilla ingår i släktet Rutaneblina och familjen vinruteväxter. Inga underarter finns listade i Catalogue of Life.